# Fissurella picta
Fissurella picta, common name: the painted keyhole limpet, là một loài ốc biển, là động vật thân mềm chân bụng sống ở biển thuộc họ Fissurellidae.
hai subspecies: 
- Fissurella picta lata G.B. Sowerby I, 1835
- Fissurella picta picta (Gmelin, 1791)

## Miêu tả
The size of an adult shell varies between 35 mm and 100 mm.

## Phân bố
This marine species is distributed in the Pacific Ocean along Ecuador and in the Atlantic Ocean along the Falkland Islands.